# Зонтичная организация
Зо́нтичная организа́ция — тип организации, представляющий собой объединение учреждений, организаций или других юридических лиц, которые работают вместе в какой-либо отрасли, вместе координируют свою деятельность или распределяют ресурсы. В деловой, политической или иной среде часто происходит так, что одна группа (зонтичная организация) предоставляет ресурсы и идентичность для небольших организаций. Иногда зонтичная организация в какой-то степени отвечает за группы и организации, находящиеся под ее опекой.
Зонтичные организации могут выполнять следующие задачи:
- накопление информации и распределения задач между собой
- способствование развитию своих членов
- организация обучения и консультирования
- проведение исследований и анализирование среды деятельности членов организации
- разработка целевых групп и электората объединений.

Целью создания зонтичных организаций обычно является представление интересов членских организаций на таком уровне, где совместные действия более эффективны. Зонтичные организации могут действовать как на местном, так и на региональном, общегосударственном или международном уровне.
Некоторые зонтичные организации объединяют свои силы с другими зонтичными организациями для создания ассоциаций или выполняют функции, выходящие за рамки общих задач.